# اسکات هیل (تنسی)
اسکات هیل(به انگلیسی: Scotts Hill) شهری در ایالت تنسی کشور ایالات متحده آمریکا است که جمعیت آن در سرشماری سال ۲۰۱۰ میلادی، ۹۸۴ نفر بوده‌است.